# USS Grissom (NCC-658 / NCC-42857)
Duas naves estelares ostentaram, o nome USS Grisson no universo Star Trek: uma nave no século 23 como mostrado em Star Trek III: The Search for Spock e outra no século 24 que foi apenas mencionada no episódio "The Most Toys" de Star Trek: The Next Generation e no episódio "Field of Fire" de Star Trek: Deep Space Nine. As naves foram noemadas em homenagem ao astronauta americano Gus Grisson.

## NCC-658
A USS Grissom (NCC-638) é uma nave cietífica classe Oberth do século 23 comandada pelo Capitão J. T. Esteban.
A Grisson foi designada, juntamente com o Dr. David Marcus e a Tenente Saavik, para investigar o planeta Gênesis, inicialmente limitando-se a varreduras na órbita do planeta. Entretanto, após detectar uma forma de vida próxima ao torpedo funerário do Capitão Spock, uma Ave de Rapina Klingon comandada pelo Comandante Kruge atacou a nave estelar. Embora fosse intenção do comandante Klingon apenas inutilizar os motores da nave com o intuito de capturar prisioneiros, um falha na mira de seu artilheiro causou a destruição da nave e a morte do subalterno Klingon.
A aparição da Grisson é marcada como a primeira de uma nave estelar da classe Oberth - um design que reapareceria em muitos episódio de Star Trek: A Nova Geração e Deep Space Nine. Também é a primeira aparição de uma nave da Federação essencialmente científica.

## NCC-42857
A USS Grissom (NCC-42857) classe Excelsior é primeiramente mencionada no episódio "The Most Toys" em Star Trek: A Nova Geração. A nave foi destruída na Guerra Dominion,e apenas seis membros de sua tripulação sobreviveram. Um sobrevivente, o Vulcano Chu'lak, foi tão traumatizado pela experiência que começou a assassinar membros da tripulação da Deep Space Nine que expressavam felicidade ("Field of Fire").
Esta nave é mostrada no livro não-canônico "New Frontier/Captain's Table" de Peter David. Ela é comandada pelo Capitão Norman Kenyon, com Mackenzie Calhoun como Primeiro Oficial.